# Greenville (hrabstwo Hillsborough)
Greenville – jednostka osadnicza w Stanach Zjednoczonych, w stanie New Hampshire, w hrabstwie Hillsborough.